# Pen-y-Groes (Sir Gaerfyrddin)
Pen-y-Groes (en anglès, Penygroes) és un petit poble a prop de Rhydaman, al comtat de Sir Gaerfyrddin (sud de Gal·les).
Aquest antic poble miner, obtingué anomenada com a bressol i seu central de l'Apostolic Church (una confessió pentecostalista d'origen gal·lès), que hi convocà la seva Convenció Internacional cada any entre el 1916 i el 2002. La seu de la confessió es traslladà a Abertawe el 2002, però l'Església conserva a la població el col·legi bíblic (Apostolic Church School of Ministry)  Arxivat 2007-07-12 a Wayback Machine. i una extensa propietat.
La població acull també una escola primària, l'Ysgol Gynradd Penygroes  Arxivat 2007-08-10 a Wayback Machine., i el Penygroes Rugby Football Club.
Administrativament, Pen-y-Groes forma part de la població de Llanelli.